# Dinghu (köpinghuvudort i Kina, Jiangxi Sheng, lat 28,84, long 115,54)
Dinghu är en köpinghuvudort i Kina. Den ligger i provinsen Jiangxi, i den sydöstra delen av landet, omkring 37 kilometer nordväst om provinshuvudstaden Nanchang. Antalet invånare är 18 887. Befolkningen består av 9 346 kvinnor och 9 541 män. Barn under 15 år utgör 22,0 %, vuxna 15-64 år 64 %, och äldre över 65 år 12,0 %.
Runt Dinghu är det tätbefolkat, med 286 invånare per kvadratkilometer. Närmaste större samhälle är Ganzhou, 11,1 km väster om Dinghu. Trakten runt Dinghu består till största delen av jordbruksmark.
Genomsnittlig årsnederbörd är 2 096 millimeter. Den regnigaste månaden är juni, med i genomsnitt 340 mm nederbörd, och den torraste är oktober, med 36 mm nederbörd.